# Galium oshtenicum
Galium oshtenicum là một loài thực vật có hoa trong họ Thiến thảo. Loài này được Ehrend. & Schanzer ex Mikheev mô tả khoa học đầu tiên năm 1992.